# 안병원 (음악가)
안병원(安丙元, 1926년 8월 5일 ~ 2015년 4월 5일)은 대한민국의 서양 고전 클래시컬 테너 성악가, 작곡가, 지휘자이다.

## 생애
본관은 순흥(順興)이다. 조선프롤레타리아예술가동맹 출신이며 문화 예술 분야의 팔방미인이었던 영화감독 안석영(본명 안석주)의 장남으로 출생한 그는 연극 배우 겸 영화 감독 안종화의 삼종손자(三從孫子, 6촌 남자 형제의 손자)이기도 하다.
그는 어린 시절이었던 1937년을 전후한 시기부터 동요 작사 및 작곡 습작에 재능과 관심을 보였으나, 정작 아버지 안석영은 장남인 안병원 그가 음악인의 길을 선택하는 것을 반대하였다.
그러나 결국 안병원은 서울대학교 음악대학에 진학하여 1945년에 봉선화동요회를 조직하고 회장을 맡는 등 동요 작곡에 계속 관심을 기울였다. 서울대 재학 중이던 1947년 3·1절에는 어린이용 라디오 특집극의 음악을 담당하였는데, 아버지인 안석영에게 작사를 부탁하고 자신이 작곡하여 〈우리의 소원〉이라는 노래를 만들었다. 대표곡은 〈우리의 소원〉과 “송알송알 싸리 잎에 은구슬, 조롱조롱 거미줄에 옥구슬”라는 가사로 시작하는 〈구슬비〉이다.
한때 1949년에는 테너 성악가로 데뷔하기도 하였다. 그 후 대한민국 국방부 정훈어린이음악대 대장, 서울 YMCA 어린이합창단 단장, 한국어린이음악사절단 단장, 경복소년단 단장, 서울시연합소년단 단장 등 어린이 음악계에서 계속 활동하였다. 한국 전쟁 직후인 1954년에는 한국어린이음악사절단을 이끌고 미국에서 순회 공연을 한 것을 계기로, 한국 최초로 어린이 노래만 담은 음반을 녹음하는 기록을 세우기도 했다.
1974년 캐나다로 이민을 떠나 토론토에 정착하였다. 토론토 YMCA 합창단과 한국복지재단 토론토 후원회 등에서 일하며 합창 지도를 계속하였다. 조선민주주의인민공화국에서도 불리는 노래인 〈우리의 소원〉의 작곡자로서, 남북송년통일음악회, 남북한겨레음악회, 통일음악회 등에 지휘자로 참가하였다.
2015년 4월 5일 캐나다 토론토의 한 병원에서 뇌졸중으로 인해 향년 90세의 나이로 별세했다.

## 학력
- 서울대학교 음악대학 성악학과 학사 (테너 전공)

## 같이 보기
- 우리의 소원
- 안석주

## 참고 자료
- 김성현 (2006년 4월 13일). ““나의 소원은 남북 어린이합창단 지휘””. 조선일보. 2008년 8월 30일에 확인함.